# Mónica Oltra
Pour les articles homonymes, voir Oltra.
Mónica Oltra Jarque, née le 20 décembre 1969 à Neuss (République fédérale allemande), est une avocate et femme politique de la Communauté valencienne, en Espagne, militante de Compromís et vice-présidente de la Généralité valencienne entre 2015 et 2022.

## Biographie

### Début de carrière politique
Membre de la Gauche unie du Pays valencien depuis sa fondation en 1986, Mònica Oltra y occupe divers postes à responsabilité. Elle est élue députée au Parlement valencien lors des élections de 2007 dans les rangs de la coalition Compromís pel País Valencià. Cependant, des dissensions internes au sein de celle-ci et d'EUPV entre les secteurs valencianistes, représentés par Oltra et Mireia Mollà, et ceux menés par la tête de liste Glòria Marcos, plus proches du Parti communiste, entraînent l'expulsion des premières du groupe, qui fondent alors un nouveau parti, Initiative du peuple valencien, dont Oltra est la porte-parole jusqu'en 2014.
Aux élections régionales de 2011, elle est reconduite dans son siège de députée, cette fois au sein de Compromís.

### Impact médiatique
À partir de février 2009, et en relation avec les événements de l'affaire Gürtel dans laquelle est impliqué Francisco Camps, président de la Généralité valencienne, les interventions d'Oltra au Parlement valencien connaissent un important écho populaire et médiatique. Le 7 mai 2009, elle est expulsée de l'assemblée en raison d'un tee-shirt qu'elle arbore représentant une photo de Camps portant l'inscription en anglais « Wanted. Only alive. » (« Recherché. Seulement vivant »), parodiant les affiches d'avis de recherche américains, par lequel elle entend dénoncer l'absence de celui-ci à la session de contrôle parlementaire devant se tenir le même jour et au cours de laquelle des questions en rapport avec l'affaire devaient lui être posées,.
Dans le cadre de l'enquête Sigma Dos publiée en novembre 2009 par le journal El Mundo, Oltra obtient une note de 4,54, ce qui en fait la deuxième personnalité politique la plus populaire de la Communauté valencienne après le président Camps (qui obtient 4,80). En 2009 toujours, elle figure dans le classement des 100 protagonistes de l'année proposé par le journal El País
En 2012 et 2013, Mònica Oltra apparaît comme la personnalité politique la plus populaire de la Communauté valencienne dans l'enquête publiée annuellement par El País,.

### Élections de 2015
Lors des élections du Parlement valencien du 24 mai 2015, la Coalition Compromís se place en troisième position et obtient 19 sièges. Le parti s'engage auprès du PSPV-PSOE et de Podemos afin de constituer un gouvernement dirigé par le socialiste Ximo Puig. Celui-ci est investi président du Conseil de la Généralité valencienne le 25 juin suivant et Mònica Oltra devient vice-présidente.

### Démission
Mónica Oltra est mise en examen le 16 juin 2022 par le tribunal supérieur de justice de la Communauté valencienne, qui la suspecte d'avoir tenté d'étouffer une affaire d'abus sexuel sur mineure dans laquelle son ex-mari, éducateur social, a été condamné pour avoir abusé d'une jeune fille placée dans un centre d'accueil relevant de l'autorité du département des Politiques inclusives. Elle annonce sa démission du gouvernement et du Parlement valenciens cinq jours plus tard, après avoir initialement écarté cette possibilité.
En avril 2024, l'affaire est classée sans suite, le juge qui en est chargé estimant que le délit n'était pas constitué,,,,,,,,,,.